# Chenghuang (köpinghuvudort i Kina, Hubei Sheng, lat 30,62, long 113,76)
Chenghuang (kinesiska: 城隍, 城隍镇) är en köpinghuvudort i Kina. Den ligger i provinsen Hubei, i den centrala delen av landet, omkring 50 kilometer väster om provinshuvudstaden Wuhan. Antalet invånare är 52 412. Befolkningen består av 25 726 kvinnor och 26 686 män. Barn under 15 år utgör 12,0 %, vuxna 15-64 år 78 %, och äldre över 65 år 9,0 %.
Runt Chenghuang är det mycket tätbefolkat, med 1 095 invånare per kvadratkilometer. Närmaste större samhälle är Xiannüshan, 6,8 km öster om Chenghuang. Trakten runt Chenghuang består till största delen av jordbruksmark.
Genomsnittlig årsnederbörd är 1 441 millimeter. Den regnigaste månaden är juli, med i genomsnitt 203 mm nederbörd, och den torraste är december, med 19 mm nederbörd.